# Microsema subcarnea
Microsema subcarnea là một loài bướm đêm trong họ Geometridae.